# Anurotropus minutus
Anurotropus minutus là một loài tò vò trong họ Ichneumonidae.